# 長崎峻侑
長崎 峻侑（ながさき しゅんすけ、1987年5月16日 - ）は、日本のトランポリン競技選手。TBS『SASUKE』の常連選手。SASUKE2006秋ファイナリスト。茨城県稲敷郡美浦村出身。茨城県立藤代紫水高等学校、国士舘大学体育学部卒業。株式会社キズナエクスプレス所属。身長173cm 体重72kg。

## 来歴
元々体操選手を志望していたが自宅近隣に体操クラブはなく、近隣の江戸崎町（現在の稲敷市）に日本を代表するトランポリン・ジュニア育成クラブの一つである江戸崎スポーツクラブがあることを知り、小学3年生からトランポリン競技を始める。11歳の時にオーストラリア・シドニーで開催された世界年齢別大会に同クラブ所属選手として参加し銅メダルを獲得した。2000年、トランポリンがオリンピックの正式種目決定を機に、オリンピックを目指し始めた。
2003年、シドニーで開催されたユースオリンピックフェスティバルで金メダルを獲得した。高校卒業までは地元のクラブに所属した。大学は中田大輔の指導を受けたい気持ちで、練習場が近い国士舘大学に進学するも、初めての一人暮らしや練習時間が長引くなどの環境の変化で一時はスランプに陥ったが、憧れの選手の指導が加わってからは急成長を遂げ始めた。
2005年、TBS『SASUKE』に当時17歳で初出場し、1st STAGEをクリアした。
同年10月1日にオリンピック強化指定選手に認定された。
2007年に開催された世界選手権の団体で銀メダルを獲得した。2007年12月31日まで、社団法人日本トランポリン協会認定の強化指定選手だった。
北京オリンピックの最終選考前にバイク事故を起こし、1か月近く練習が出来なくなった影響で選考会2位に終わり、オリンピックへの出場権を逃す。怪我のストレスと選考落選の喪失感で、北京五輪が観れないほど悔しい想いをしたが、同大学の先輩・石井慧が金メダルを獲得した姿を観て、再び五輪出場を目指す。
大学卒業後は、スポンサー契約を結びながら競技に勤しみ、ロンドンオリンピック出場を目指し、叶わなければ引退を決意して臨んだ結果、強化対策指定候補選手に選出されたが、最終選考会で落選し五輪出場の夢は叶わず。2012年8月28日、25歳の時に自身のブログで現役引退を発表した。
2016年10月15日、結婚した。
2017年8月28日、『24時間テレビ』の企画で森渉・佐藤惇らとチームを結成し、トランポリンダンクのギネス世界記録認定に挑戦した。厳正なルールの中で行われ、1分間で44個の記録を樹立し記録認定された。
2018年2月6日、第一子となる男児が誕生した。
2020年1月9日、第二子となる女児が誕生した。

## 人物
高校在学中に、指導者の中田からのオファーでSASUKEへの出場が決まった。長崎自身はそれまで番組をあまり視聴していなかったが、収録10日前からトレーニングを始めて1stをクリア。本人は「気づいたらゴールしていました」と語っている。その後も出場を続け、4回目の出場となった2006秋の第17回大会では、長野誠と共にFINALまで進出した。完全制覇まであと約5mの所に迫った。
SASUKEへの挑戦に関して本人は「一発勝負という点ではトランポリン競技と共通しています。トランポリン競技のPRになるかなという気持ちもありました」とコメントした。なお番組内で初めて「SASUKE新世代」と呼称された選手でもある。また、ファンの存在については「ありがたいです。自分を磨いて注目される選手、人間としても見本となれる人になりたいです」と語っている。
SASUKEオールスターズの白鳥文平を師と仰いでいる。また、SASUKE新世代組では川口朋広、菅野仁志とトレーニングを行うことが多い。特に菅野とは大学の先輩後輩の間柄であり、お互いに新世代組の中でも非常に仲が良い。また同じくSASUKEに挑戦するトランポリンプレイヤーの武藤智広からは「憧れの存在」
と慕われ、ともにSASUKEセットで練習したり、食事に行ったりする仲である。
過去には舞台マッスルミュージカルに参加し、多方面でトランポリン競技の普及・広報活動に尽力している。
上地雄輔とは、彼が「遊助」名義で行っている歌手活動のライブパフォーマンスでトランポリンを取り入れた際に、長崎がパフォーマーとして参加したことを機に親交が生まれ、上地を兄のように慕っていることが長崎本人のInstagramで窺い知れる。
2010年4月に放送された、日本テレビ「世界記録工場」ではトランポリンダンクで、6m65cmの世界記録を達成した。
現在は株式会社キズナエクスプレスで引越業に従事している。

## 主な成績
- トランポリン 世界年齢別大会　銅メダル獲得
- 2003年 ユースオリンピックフェスティバル　　個人銀メダル・シンクロナイズド部門 金メダル獲得
- 全日本トランポリン ジュニア大会　優勝
- 2005年 全日本トランポリン トーナメント競技選手権大会　優勝
- 2005年 トランポリン世界選手権　団体銀メダル
- 2006年 全日本学生トランポリン競技選手権大会　個人・シンクロナイズド部門とも優勝
- 2006年 ドーハアジア競技大会　銅メダル
- 2007年 トランポリン世界選手権　団体　銀メダル獲得
- 2007年 全日本学生トランポリン競技選手権大会　個人・シンクロナイズド部門2連覇
- 2007年 JOC ジュニアオリンピックカップ優勝
- 2009年 IWGA ワールドゲームズトランポリンの男子シンクロナイズド優勝

## SASUKEでの戦歴

### 大会ごとの戦歴

#### 第14回大会 - 第16回大会
第14回、当時高校2年生で初出場した。同大会では66人目の挑戦者まで1stクリア者が出ていない中、1stステージを9.65秒残しで突破して同大会1人目のクリア者となる。2ndステージでは最終エリアのウォールリフティングでタイムアップした（ゼッケン67）。
第15回も自身の出番前に1stに挑戦した64人中1人もクリア者がいない中で挑み、2大会連続の1人目のクリア者となる。前回阻まれた2ndでは2.1秒を残して突破し、最年少での2ndクリアを達成した。初の3rdステージではクリフハンガーの1本目終盤で腕が伸び切り落下した（ゼッケン65）。
第16回は自宅セットや白鳥文平宅に赴き、前回屈したクリフハンガーの対策を入念に施したものの、冬季開催の悪条件もあり、指が悴み感覚を失った状態でクリフハンガーに挑み、2本目終盤で突起を掴み逃し落下した（ゼッケン89）。

#### 第17回大会
第17回は1stを17.67秒残しの最速タイムで突破した。2ndも危なげなく突破し、3rdでは練習を積んだクリフハンガーを余裕で突破した。最終エリアのパイプスライダーで飛び移る際、バーが後退する形で対岸へ飛び移り、重心が後ろに傾くも、左脚で耐えながら右手でマットを掴み這い上がる粘りを見せ、3rdステージが8エリア構成となるリニューアルが施されて以降、初のクリア者となった（第13回大会、長野誠以来のファイナリスト）。FINALでは残り約5m地点でタイムアップ。直後に挑戦した長野が完全制覇したこともあり、「（自分は）完全制覇できなくてよかったんだと思う」と振り返った（ゼッケン87）。

#### 第18回大会、第19回大会
第18回は弟・剛政とともに出場しゼッケン争奪マラソンで97番を獲得した。大リニューアルが施された1stを兄弟で揃ってクリアした。2ndも新設された難関サーモンラダーを直前の長野誠に続き突破し、そのままクリア。続く3rdでは新クリフハンガー2個目の空白で手を伸ばして掴まろうとするも落下してリタイア。長野誠、高橋賢次と3人タイながら最優秀成績者となった。19歳での最優秀成績は最年少記録であり同時に10代では唯一の記録で、その後も破られていない（ゼッケン97）。
第19回も弟と共に出場し「兄弟揃って完全制覇」を掲げるも、先に挑んだ剛政が前回クリアしたフライングシュートでリタイアした。1人残された峻侑はそり立つ壁までは危なげなく攻略するも、フライングシュートでロープを掴んだ後の網への移動で網を掴み損ねてリタイアした。自身初の1stリタイアを喫する（ゼッケン97）。

#### 第20回大会 - 第28回大会
第20回から第28回は出場していない。

#### 第29回大会 - 第31回大会
第29回は10大会、6年のブランクを経ての出場となった。1stを無難にクリアするも、2ndパッシングウォール1枚目でタイムアップした（ゼッケン93）。
第30回は1st、2ndを危なげなく突破するも3rdクレイジークリフハンガーの飛び移りでリタイアした（ゼッケン2986、ダイジェスト）。尚、今大会での3rd進出は、第18回大会以来7年4ヶ月ぶりであり、史上最長ブランクである。
第31回は1stに新設されたタックルで脚力を消耗した影響で、そり立つ壁で2度失敗した。3度目で登ったもののランバージャッククライムでタイムアップした（ゼッケン88、放送では全カット）。

#### 第32回大会 - 第34回大会
第32回はFINALに進出した第17回大会と同じゼッケン87番での出場だった。1stでは、前回苦戦したタックルがパワーアップしていたが、1stを2大会ぶりに突破し復活を果たした。2ndもクリアしたが、3rdではリベンジを誓うクリフハンガーの前のエリア、フライングバーの攻略直前で落下した。
結婚して臨んだ第33回は、前回同様に安定した競技で1stをクリアした。制限時間ギリギリで2ndも突破するも、3rdでは前回と同様にフライングバーでリタイアした（ゼッケン98）。
第34回では1stフィッシュボーンで際どい攻略を行い、あわやルール違反となりかけるも、寸でのところで1stをクリアし、髙橋賢次と同率ながらオールスターズ以外の出場者では初となる10度目の1stクリアを果たした。しかし2ndはスパイダーウォークで突入直後に滑り落ち、リタイアした（ゼッケン95、ダイジェスト）。

#### 第35回大会 - 第37回大会
第35回ではゼッケン92番で出場した。新エリアのドラゴングライダーを攻略し1stをクリアした。2ndはスパイダーウォークからスパイダードロップへの移行で落下し、自身初となる2大会連続の2ndリタイアだった。
第36回では1stドラゴングライダーで、2本目のレール滑走中にバーから手が離れ、対岸への着地に失敗した。第31回以来となる1stリタイアとなった（ゼッケン94、ダイジェスト及びParaviオリジナル版）。
第37回では改良されたフィッシュボーンで進入のタイミングを誤り、骨に弾かれる形で落下した（ゼッケン80、ダイジェスト及びParaviオリジナル版）。自身初となる2大会連続の1stリタイアを喫した。

#### 第38回大会 -
第38回ではドラゴングライダーの1本目から2本目への移行のタイミングを逃し、1本目終端で立ち往生した。数十秒バーにぶら下がり粘ったが、最後はバーから手を離しリタイアした（ゼッケン70、ダイジェスト及びParaviオリジナル版）。
第39回は1stドラゴングライダーで1本目から2本目のバーへの移行に失敗し落下した。リタイア後のインタビューでは、近年の成績の低迷に対し、「次、最後くらいの気持ちでやらないとダメですね」と引退を示唆するコメントを残した（ゼッケン75、ダイジェスト及びParaviオリジナル版）。これで4大会連続の1stリタイアとなった。
第40回は前回リタイア後に残した発言通り、「1stでリタイアすれば引退」を掲げ、背水の陣で出場した。過去3度失敗しているドラゴングライダーを突破し、そのまま6.06秒残しで5大会ぶりの1stステージクリアした。2ndステージではかつてリタイア経験のあるスパイダーランを慎重に攻略するが、スパイダードロップへの移行時にバランスを崩し落下した。リタイア後のインタビューでは「1stで復活できたので、良いきっかけになりました」と前向きなコメントを残した（ゼッケン3943、ダイジェスト及びParaviオリジナル版）。すごく喜んだ。
第41回では、大会前に肉離れを2度起こし、満身創痍での挑戦の中、1stではそり立つ壁で1度失敗するも2度目で頂上に手を掛け、0.66秒残しで薄氷のクリアだった。しかし2ndでは、挑戦どころか歩くことすらままならない状況にまで肉離れの状態が悪化し、競技続行が不可能との本人の判断から、2ndは棄権となった（ゼッケン61）。この際に、本人がスタート台で「棄権します」とバツ印を示す形で棄権したことを伝えたが、このような形で棄権した選手がそれを伝えるという形でオンエアされたことは、長崎が初めてである。

### 大会別成績
| 大会       | ゼッケン | STAGE | 記録                     | 備考                                 |
| ---------- | -------- | ----- | ------------------------ | ------------------------------------ |
| 第14回大会 | 67       | 2nd   | ウォールリフティング     | タイムアップ                         |
| 第15回大会 | 65       | 3rd   | クリフハンガー改         | 1本目終盤                            |
| 第16回大会 | 89       | 3rd   | クリフハンガー改         | 2本目終盤                            |
| 第17回大会 | 87       | FINAL | 10m綱登り                | タイムアップ約5m                     |
| 第18回大会 | 97       | 3rd   | 新クリフハンガー         | 下り段差 最優秀成績タイ              |
| 第19回大会 | 97       | 1st   | フライングシュート       | 綱への移行失敗                       |
| 第29回大会 | 93       | 2nd   | パッシングウォール       | 1枚目、タイムアップ                  |
| 第30回大会 | 2986     | 3rd   | クレイジークリフハンガー | 3→4本目、ダイジェスト                |
| 第31回大会 | 88       | 1st   | ランバージャッククライム | タイムアップ、全カット               |
| 第32回大会 | 87       | 3rd   | フライングバー           | 2→3皿目                              |
| 第33回大会 | 98       | 3rd   | フライングバー           | 2→3皿目                              |
| 第34回大会 | 95       | 2nd   | スパイダーウォーク       | 突入直後足を滑らせ落下、ダイジェスト |
| 第35回大会 | 92       | 2nd   | スパイダードロップ       | 移行失敗                             |
| 第36回大会 | 94       | 1st   | ドラゴングライダー       | 対岸への着地失敗、ダイジェスト       |
| 第37回大会 | 80       | 1st   | フィッシュボーン         | 突入直後、ダイジェスト               |
| 第38回大会 | 70       | 1st   | ドラゴングライダー       | 1本目終端で立ち往生、ダイジェスト    |
| 第39回大会 | 75       | 1st   | ドラゴングライダー       | 2本目への移行失敗、ダイジェスト      |
| 第40回大会 | 3943     | 2nd   | スパイダードロップ       | 移行失敗、ダイジェスト               |
| 第41回大会 | 61       | 2nd   | 挑戦前に棄権             | 原因は肉離れ                         |
| 第42回大会 | 72       | 2nd   | ローリングログ           | 中腹                                 |

- ※第18回大会はゼッケン争奪マラソンによってゼッケンが決定

### 通算成績
| 出場数 | 2nd進出 | 3rd進出 | FINAL進出 | 最優秀成績 |
| ------ | ------- | ------- | --------- | ---------- |
| 20回   | 14回    | 7回     | 1回       | 1回        |

- 2024年 第42回大会終了時点

### 最速タイム
| 大会       | STAGE | 制限時間 | 残りタイム | クリア人数 | 備考 |
| ---------- | ----- | -------- | ---------- | ---------- | ---- |
| 第17回大会 | 1st   | 85秒     | 17.67秒    | 11人       |      |

## 出演

### テレビ番組
- SASUKE（TBS）
- 徳光&所の世界記録工場PART2（2006年3月25日、日本テレビ）
- すくいず!第3弾「スポ★カジ」（テレビ朝日）
- ウルトラマンDASH（2016年1月1日、日本テレビ）
- 24時間テレビ 愛は地球を救う40（2017年8月28日、日本テレビ）

### 舞台
- マッスルミュージカル（2003年 - 、15歳の時から中田大輔と共に出演）

### 動画
1. ↑   (日本語) 【復活】引退覚悟の元ファイナリスト4年ぶりの1stステージクリア【SASUKE2022】 2023年3月1日閲覧。

## 参考資料
- フォトいばらき2006 春季号「いばらき魅力人ファイル」（PDF）
- かわさき市政だより幸区版「世界へ飛躍トランポリン選手にインタビュー」（PDF）